# Otokar (przedsiębiorstwo)
Otokar – tureckie przedsiębiorstwo branży motoryzacyjnej, zajmujące się produkcją autobusów, naczep, samochodów terenowych i pojazdów wojskowych, a dawniej także samochodów ciężarowych.
Przedsiębiorstwo, należące do grupy Koç Holding, zostało założone w 1963 roku, a jego siedziba znajduje się w Stambule.